# جون بريدن
جون بريدن هو سياسي كندي، ولد في 18 يونيو 1841، وتوفي في 9 ديسمبر 1926.